# صندوق فرز نفايات

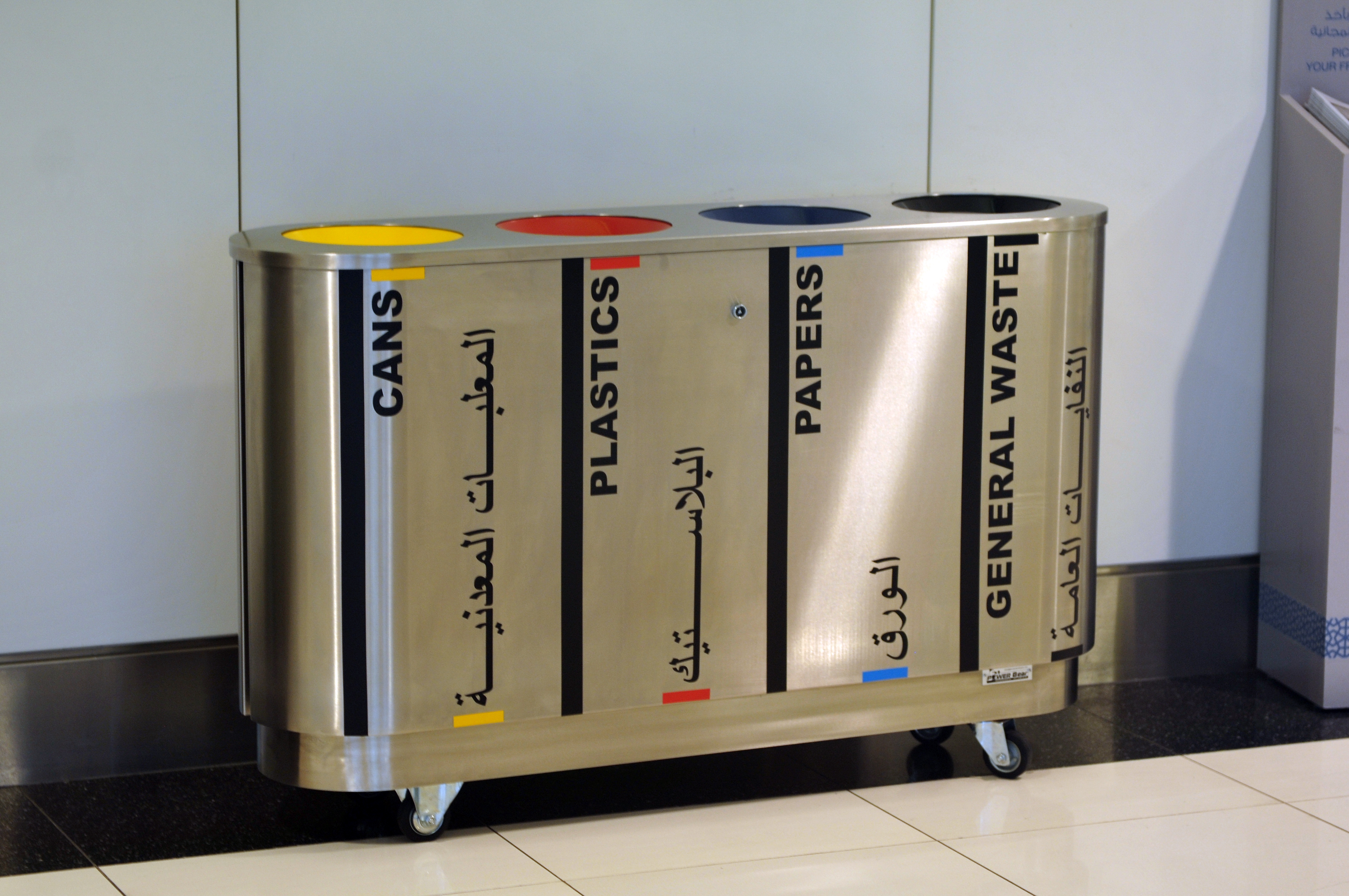
تصنيف النفايات في مطار أبي ظبي

صناديق فرز النفايات أو مستوعبات فرز النفايات تسمح في عملية إدارة النفايات بتصنيف النفايات من المصدر. وتنتشر في العديد من أنحاء العالم.

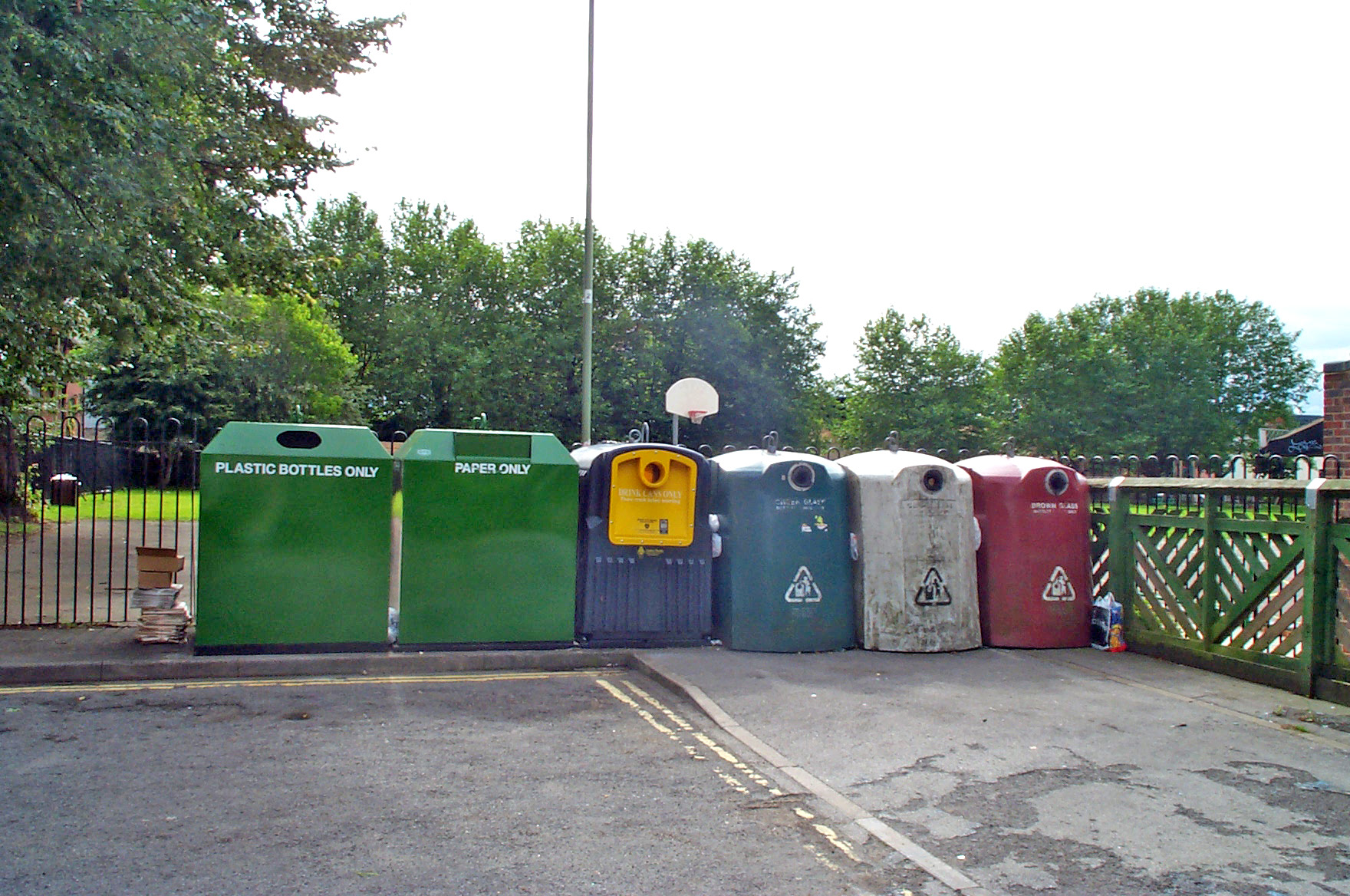
نقطة فرز نفايات لغرض إعادة تدويرها في مدينة أكسفورد الإنجليزية.

قد تتوافر تلك الصناديق في المساكن ومحلات العمل والأماكن العامة، وقد يضطر المواطن إلى الذهاب إلى نقطة تجميع النفايات المفروزة بنفسه.
والأصناف كالتالي - وقد يجمع عدة أصناف في صندوق واحد حسب النظام المعمول به:
- ورق وصحف
- فلزات (معادن)
- زجاج
- لدائن (بلاستيك)

وعادة ما يحدد لون الصندوق أو الصفيحة نوع النفايات المخصص لها.